# Davit Ubilava
Davit Ubilava (27 de enero de 1994) es un futbolista georgiano que juega de lateral izquierdo en el FC Lokomotivi Tbilisi de la Erovnuli Liga.

## Carrera deportiva
Ubilava comenzó su carrera deportiva en el FC Torpedo Kutaisi en 2013, club que abandonó en 2014, cuando fichó por el FC Lokomotivi Tbilisi.
Con el Lokomotiv Tbilisi, y siendo su capitán, disputó la primera ronda de clasificación de la Europa League 2020-21 frente al Universitatea Craiova, que terminó con victoria por 2-1 para los georgianos. En la segunda ronda consiguieron vencer, también, al Dinamo de Moscú, logrando el pase a la tercera ronda clasificatoria de la competición, donde cayeron frente al Granada C. F.

## Carrera internacional
Ubilava fue internacional sub-19 y sub-21 con la selección de fútbol de Georgia.

## Clubes
| Club                  | País    | Año         |
| --------------------- | ------- | ----------- |
| FC Torpedo Kutaisi    | Georgia | 2013 - 2014 |
| FC Lokomotivi Tbilisi | Georgia | 2014 - Act. |